# Агенцията за авиационна безопасност на Европейския съюз
Агенцията за авиационна безопасност на Европейския съюз (ЕААБ; на английски: European Union Aviation Safety Agency, съкратено EASA) e агенция на Европейския съюз със седалище в Кьолн – органът на Европейския съюз за авиационна безопасност в областта на гражданското въздухоплаване. Създадена е на 15 юли 2002 г. с решение на Европейския парламент и на Съвета на Европейския съюз с Регламент (ЕО) 1592/2002, по-късно заменен от Регламент (ЕС) 2018/1139.
Членове са 27-те страни членки на Европейския съюз и Исландия, Лихтенщайн, Швейцария, Норвегия.

## Задачи
Агенцията отговаря за сертифицирането на въздухоплавателни средства (напр. самолети и хеликоптери) и на отделни компоненти за тях (напр. витла, двигатели). ЕААБ одобрява и дружества, които проектират, произвеждат и поддържат въздухоплавателни средства и продукти.
Агенцията също така отговаря за подпомагането на Европейската комисия при воденето на преговори за международни споразумения за хармонизация с „останалия свят“ от името на страните членки на ЕС. Тя сключва и самостоятелни технически споразумения на работно ниво директно със сродни агенции по света, като например Федералната авиационна администрация на САЩ, Администрацията на гражданската авиация на Китай и „Транспорт Канада“.

## Организационна структура
ЕААБ се ръководи от изпълнителен директор, който отговаря за взимането на решенията относно сигурността. Той се подпомага от Управителния съвет на органа, в който всички държави членки на Европейския съюз, Европейската комисия, Норвегия, Исландия, Лихтенщайн и Швейцария изпращат свой представител. Този съвет избира директора и поставя приоритетите на агенцията.
Функционира и Консултативен съвет на ЕААБ, съставен от организации, представляващи интересите на летателния персонал, производителите, операторите на търговски и общи полети, организациите за спортни полети и организациите за обучение.